# Croix d'Honneur et de Mérite militaire
La Croix d'Honneur et de Mérite militaire a été créée le 24 mai 1951 par la Grande-Duchesse Charlotte de Luxembourg, à l'initiative du Prince Jean, pour récompenser des actes militaires exceptionnels de bravoure et d'excellence au service de la patrie, en temps de guerre comme en temps de paix. Outre les individus, des groupes ou unités ainsi que des étrangers peuvent être récompensés.

## Échelons
La Croix d'Honneur et du Mérite militaire est décernée en trois échelons en fonction du grade de la personne à décorer :
- Or - officiers d'état-major à partir du grade de major
- Argent - sous-officiers (Portepee-Unteroffiziere) jusqu'au grade de capitaine
- Bronze - équipages et sous-officiers

## Aspect et port
La décoration est une croix pattée fabriquée en bronze et argentée ou dorée aux degrés correspondants. Dans le médaillon, l'écusson du Grand-Duché avec la transcription PATRIA : HONOR : VIRTUS (Patrie : Honneur : Bravoure). Sur chacun des quatre bras de la croix, sous le médaillon, une poignée d'épée entrelacée de manière stylisée. Au dos, dans le médaillon, l'initiale C (Charlotte) croisée et surmontée d'une couronne.
La décoration est portée sur un ruban bleu clair avec trois bandes blanches, chacune traversée par une bande centrale rouge, sur le côté gauche de la poitrine.

## Autres
En outre, la croix d'Honneur et du Mérite militaire peut être décernée avec une palme d'honneur à trois échelons sur le ruban: 
- Bronze pour une citation honorable dans l'ordre du jour du bataillon,
- Argent pour une citation dans l'ordre du jour des forces armées
- Or pour une citation dans l'ordre du jour du ministre de la Défense.

Comme le Grand-Duché ne dispose pas de médaille des blessés, le ruban avec une petite étoile argentée à cinq branches peut être décerné comme insigne des blessés dans un tel cas.

## Sources
- (en) Cet article est partiellement ou en totalité issu de l’article de Wikipédia en anglais intitulé « Cross of Honour and Military Merit » (voir la liste des auteurs).